# Tarka

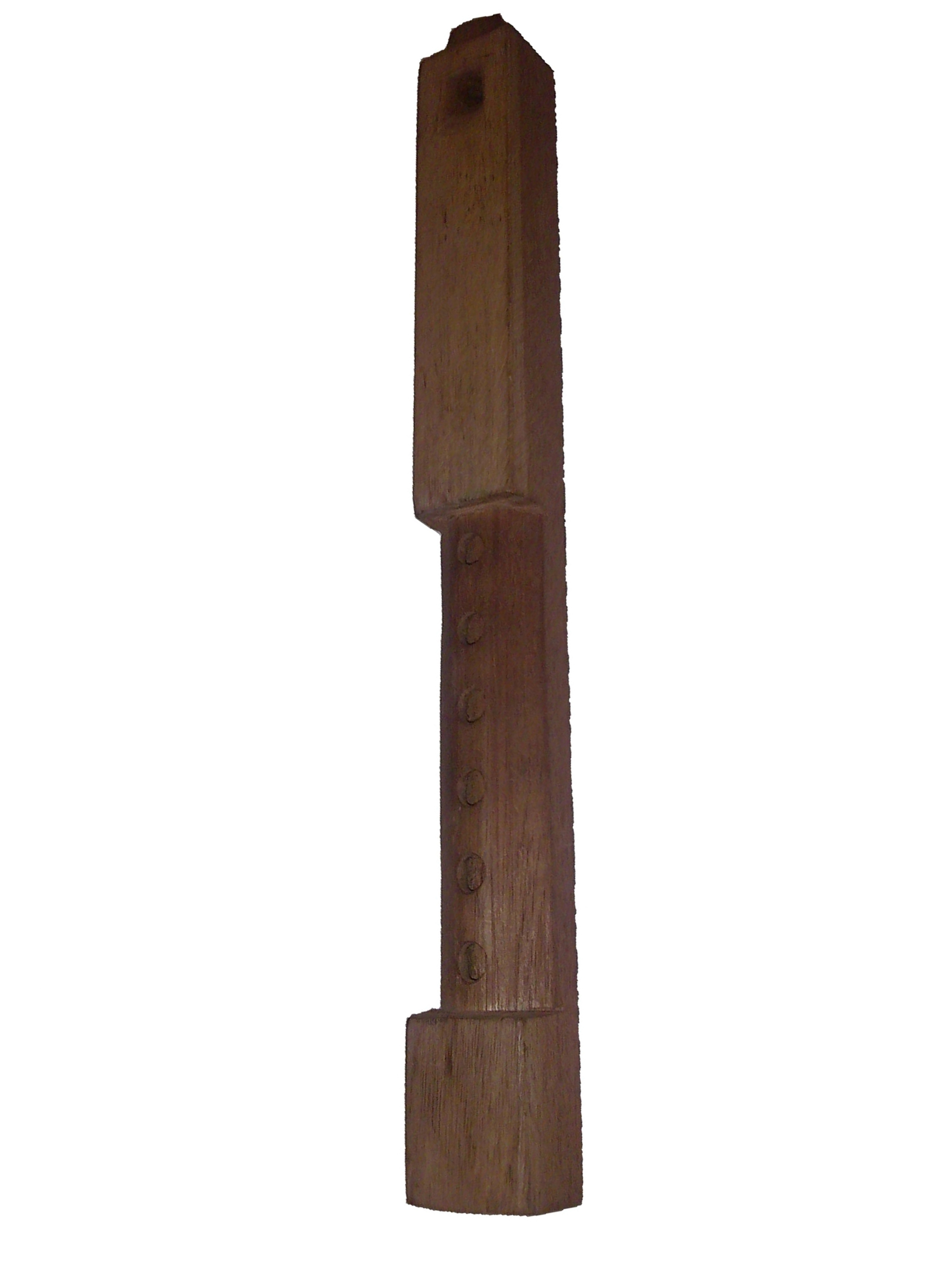
Tarka.

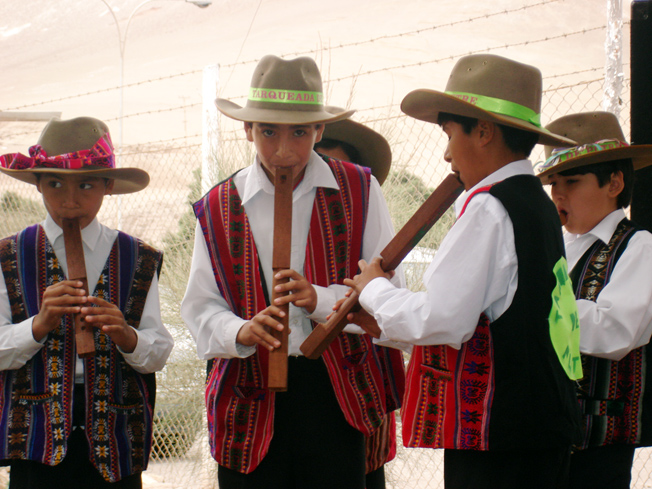
Barn som spelar tarkaflöjt.

Tarka (Quechua, Aymara: tharqa) är en andinsk flöjt som vanligtvis är tillverkad av trä.  
Tarkan är en typ av blockflöjt med 6 hål. Instrumentet har ofta raka former. Ljudet från tarkan är mörkare jämfört med blockflöjt. Instrumentet spelas i andisk folkmusik, främst i Peru och Bolivia
Det finns  tre varianter av instrumentet, stor, medium och liten. Dessa är stämda i  olika oktaver. 
Det är vanligt att alla tre varianter spelas tillsammans i orkestrar, i så kallade tarqueada vid olika ceremonier och festivaler. I tarqueada-orkester spelar flöjtspelarna samma melodi. Orkestern kompletteras ofta av trummor och andra slaginstrument.
Tarkans ljud och musikskala skiljer sig från andra andiska flöjter. Ljudet är enklare, mjukt med viss raspighet i de lägre tonerna. Det påminner om fågelläten.